# Paramonacanthus nipponensis
Paramonacanthus nipponensis és una espècie de peix de la família dels monacàntids i de l'ordre dels tetraodontiformes.

## Morfologia
- Els mascles poden assolir 15 cm de longitud total.[4][5]

## Hàbitat
És un peix marí, de clima tropical i associat als esculls de corall que viu entre 1-30 m de fondària.

## Distribució geogràfica
Es troba al Japó, el mar de la Xina Oriental i les Filipines.

## Observacions
És inofensiu per als humans.